# Rosa graciliflora
Rosa graciliflora — вид рослин з родини трояндових (Rosaceae); ендемік Китаю.

## Опис
Кущ випростаний, малий, приблизно 4 метри заввишки. Гілочки циліндричні, стрункі, голі або майже голі, іноді залозисто запушені; колючки рідкісні, циліндричні, вигнуті, переважно прямі, до 1 см, дрібні, різко розширюються до широкої основи. Листки включно з ніжками 5–8 см; прилистки здебільшого прилягають до ніжки, вільні частини вушкоподібні, голі, край залозисто пилчастий; листочків 9–11, рідко 7, яйцеподібні або еліптичні, 8–20 × 7–12 см; низ голий або мало запушений, часто залозистий; верх голий; основа клиноподібна або ≈ округла; край гостро подвійно зубчастий або частково просто зазубрений; верхівка гостра або округло-тупа. Квітки поодинокі, пазушні, у діаметрі 2.5–3.5 см. Чашолистків 5, яйцювато-ланцетні. Пелюстків 5, рожеві або насичено-червоні, обернено-яйцеподібні, основи клиноподібні, верхівка виїмчаста. Плоди червоні, зворотно-яйцюваті або довгасто-зворотно-яйцюваті, 2–3 см, зі стійкими, випростаними чашолистиками.
Період цвітіння: липень — серпень. Період плодоношення: вересень — жовтень.

## Поширення
Ендемік центрально-південного Китаю: Сичуань, Юньнань, Тибет.
Населяє ліси Picea, чагарник на узліссях, схили; висоти 3300–4500 метрів.